# Кийко, Константин Иванович
Константин Иванович Кийко  (30 ноября 1908, с. Воскресенское — 17 октября 1986, Краснодар) — советский инженер-геолог по разведке и разработке нефтяных и газовых месторождений. Лауреат Ленинской премии.

## Биография
Родился в 1908 году в селе Воскресенское Пологовского района Запорожской области. Отец рабочий. Мать служащая. Национальность — русский.
В 1926 году окончил 4 класса сельской школы, затем в 1926—1929 годах вечернюю школу взрослых повышенного типа и рабочие курсы по подготовке в вуз.
В 1936 году окончил геолого-разведочный факультет Московского нефтяного института им. академика И. М. Губкина.
Начальник Ширванской и Ильской геолого‐съемочных партий ГРК треста «Майнефть» (1935—1937); геолог Ильского нефтепромысла (1937—1941).
Участник Великой Отечественной войны, в апреле 1942 года был призван в РККА, лейтенант, проходил службу в 612 противотанковом артиллерийском полку РГК в должности командира артиллерийской батареи в период с апреля 1942 по 10 июня 1942 г. когда был ранен и после лечения был демобилизован, как инвалид Отечественной войны II группы. Награждён орденом Отечественной войны I степени (1985).
Вернувшись с фронта продолжил работу: старший геолог Ильских и Жалужских нефтепромыслов объединения «Краснодарнефть» (1943—1945), старший инженер Ильского нефтепромысла объединения «Роснефть» (1945—1946)
В 1946—1951 годах — начальник геологического отдела геолого‐поисковой конторы треста «Краснодарнефтеразведка» объединения «Краснодарнефть», в 1951—1956 годах — начальник геологического отдела того же треста
В 1956—1970 годах — главный геолог, зам. управляющего трестом «Краснодарнефтеразведка» объединения «Краснодарнефтегаз».
В должности главного геолога проработал 11 лет. При его участии и под его руководством в Краснодарском крае было открыто 40 газоконденсатных и газонефтяных месторождений, на базе которых создана газодобывающая промышленность края, и поныне осуществляется основная добыча газа и нефти. Внёс большой вклад в разведку и изучение запасов углеводородов на Северном Кавказе. Выявлены газоконденсатные месторождения за пределами известных нефтегазоносных структур, в совершенно новой геотектонической зоне, среди мезозойных пород, залегающих значительно глубже ранее известных продуктивных толщ третичного возраста.
За трудовую деятельность в деле открытия газоконденсатных и газонефтяных месторождений, за успешную работу геологической службы Кубани К. И. Кийко 25 раз отмечен приказами министерства нефтяной промышленности СССР, Совнархоза Краснодарского края и Северо-Кавказского экономического района, награждён медалью «За трудовое отличие», орденом Ленина и стал лауреатом Ленинской премии.
С 1969 года на пенсии.
Умер 17 октября 1986 года. Похоронен в Краснодаре на Славянском кладбище.

## Награды
- Ленинская премия — за открытие и разведку крупных газоконденсатных месторождений в Краснодарском крае (1961)
- Орден Ленина (1963)
- Орден Отечественной войны I степени (1985)
- Медаль «За трудовое отличие» (1951),
- Медаль «Двадцать лет победы в Великой Отечественной войне 1941—1945 гг.» (1965)
- Медаль «Сорок лет Победы в Великой Отечественной войне 1941—1945 гг.» (1985)
- Медаль «Пятьдесят лет Вооруженных Сил СССР» (1968); знаком «Отличник Миннефтепрома СССР» (1969).